# …And You Will Know Us by the Trail of Dead
…And You Will Know Us by the Trail of Dead, parfois simplement nommé Trail of Dead, est un groupe américain de rock alternatif, originaire d'Austin, au Texas. Il est composé de six musiciens, formé à Austin, Texas au début des années 1990 par Conrad Keely et Jason Reece. Le groupe compte dix albums, dont Source Tags and Codes, un des rares disques à avoir obtenu la note de 10/10 du magazine musical Pitchfork. Le groupe, qui compte deux chanteurs, se distingue sur disque par une instrumentation variée et de nombreux changements de tempo, et par son habileté à passer d'un instrument à l'autre sur scène. Il est aussi célèbre pour son habitude de détruire ses instruments à la fin de ses concerts, un peu comme le faisaient autrefois The Who.

## Histoire

### Débuts (1994)
Le noyau central de …And You Will Know Us By the Trail of Dead est composé de Conrad Keely et Jason Reece, deux amis d'enfance ayant grandi à Hawaï. Ils débutent dans la musique en 1993 peu après avoir déménagé à Olympia, dans l'État de Washington. Keely évolue au sein de deux groupes qui auront une existence plutôt brève, Benedict Gehlen et Nancyville, alors que Reece fonde Honeybucket, puis Mukilteo Fairies, groupe de punk hardcore qui obtint un certain succès.
Déçus par la scène musicale d'Olympia, Keely et Reece la quittent pour le Texas, où ils se joindront à la florissante scène musicale d'Austin et commenceront à se produire en tant que duo, sous l'appellation You Will Know Us by the Trail of Dead. La paire recrute ensuite le guitariste Kevin Allen et le bassiste/échantilloneur Neil Busch, et le nom du groupe est modifié pour ajouter le préfixe 'And' et les trois points de suspension.

### Montée et succès (1995–2006)

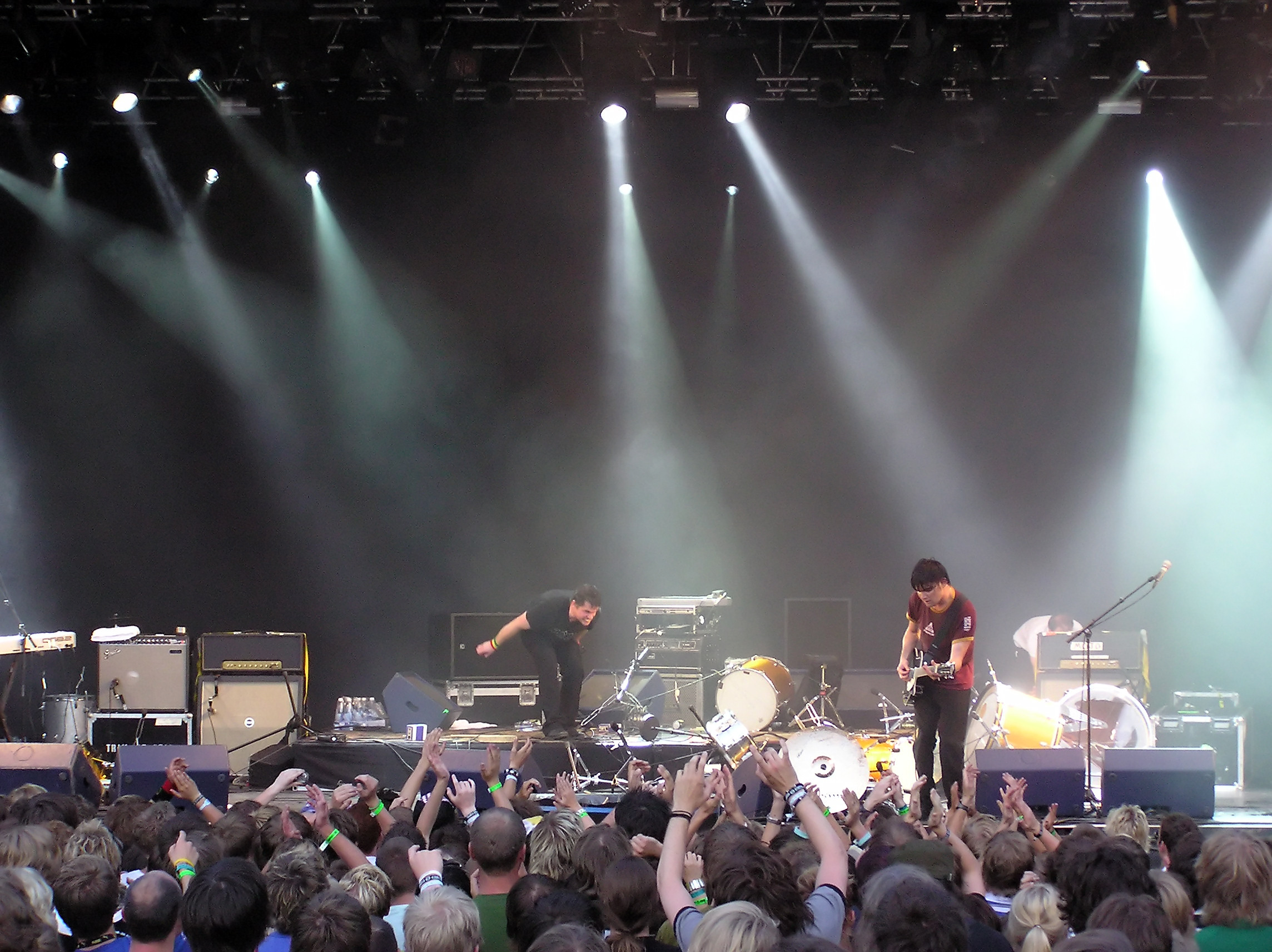
Reece en 2005.

Le groupe se fait connaître rapidement à Austin pour l'énergie qu'il déploie en spectacle. Un premier enregistrement live, distribué sur cassette audio seulement, sera vendu en 1997 sur le label local Golden Hour. Quelques mois plus tard, au début 1998, parait le premier album éponyme, …And You Will Know Us by the Trail of Dead, sur étiquette Trance Syndicate. Lorsque le label cesse ses activités, Trail of Dead passe aux indépendants Merge Records où sera lancé l'album Madonna le 19 octobre 1999. La qualité de l'album suscite l'intérêt des majors. Le groupe décrochera un contrat chez Interscope.
Le 26 février 2002 paraît Source Tags and Codes, album dense, épique, unanimement acclamé. Le disque obtient entre autres une note parfaite de 10 sur 10 de l'influent magazine musical Pitchfork,. Il est aussi bien accueilli par le magazine Rolling Stone, qui considère le groupe comme « un Voltron post-punk. »
Un EP de six morceaux, Secrets of Elena's Tomb, suivra peu de temps après, le 25 mars 2003. En juillet 2004, ils annoncent le renvoi de Neil Busch et l'arrivée de Danny Wood à la basse. Un second batteur et percussionniste, Doni Schroader, est aussi recruté à cette période. Le 25 janvier 2005 sera lancé l'album Worlds Apart, qui suscitera des critiques beaucoup plus mitigées que son prédécesseur. L'audace de …And You Will Know Us by the Trail of Dead sera par contre souligné par plusieurs, qui mentionneront au passage le désir du groupe d'Austin d'expérimenter encore davantage en variant l'instrumentation. Leur cinquième album, So Divided, est publié sur Interscope le 14 novembre 2006.

### Période post-Interscope (depuis 2007)
En été 2007, Trail of Dead tourne à nouveau en Europe, cette fois avec le batteur Aaron Ford, remplaçant Doni Schroader. Danny Wood est absent de ces performances, après avoir discrètement quitté le groupe. Il sera remplacé par Jay Leo Phillips. Le groupe participe à la bande-son du film Hell on Wheels. Après avoir tourné outremer le 15 mars 2007, Trail of Dead revient en studio pour l'enregistrent d'un sixième album. En octobre, ils jouent avec Dethklok pour une tournée d'Adult Swim,. Plus tard, le groupe quitte Interscope Records et devient indépendant,.
Au début de 2008, le groupe rentre en studio sans contrat avec un label. Le 21 octobre, ils sortent un EP Festival Thyme sous le label Richter Scale Records, puis l'album The Century of Self le 17 février 2009,,. En septembre 2010, Conrad Keely annonce un nouvel album pour 2011, produit par Chris « Frenchie » Smith, accompagné d'un comic book. Leur septième album, Tao of the Dead, publié le 8 février 2011 en Amérique du Nord, est lui aussi paru sur Richter Scale Records, mais le groupe changera de formation pour ne tourner qu'à quatre. Le bassiste débutant Autry Fulbright II les rejoint, ainsi que Jamie Miller, le batteur et guitariste de theSTART.
Le 22 octobre 2012 sort le huitième album du groupe Lost Songs, enregistré chez Horus Sound Studios à Hanovre. En mai 2013, ils annoncent un nouvel EP, Tao of the Dead Part III. En février 2014, le groupe annonce une tournée américaine en soutien à Source Tags and Codes et un nouvel album, suite de Tao of the Dead, au printemps et en été 2014. En avril 2014, l'album Live at Rockpalast 2009 est publié. En août 2014, le groupe annonce son neuvième album, IX.
En 2019, Trail of Dead effectue une tournée européenne pour les vingt ans de son album Madonna.
En janvier 2020, après 25 ans d'activité et une pause de six ans depuis leur dernier album, le groupe revient avec son dixième album studio, X: The Godless Void and Other Stories. Le temps que Conrad Keely a passé au Cambodge (cinq ans, avant de revenir en 2018 pour commencer à travailler sur l'album) a une influence sur son écriture et sa production.
Trail Of Dead publie le double album XI: Bleed Here Now en juillet 2022.

## Membres

### Membres actuels
- Conrad Keely – chant, guitare, batterie, piano (depuis 1994)
- Jason Reece – batterie, chant, guitare (depuis 1994)
- Alec Padron – basse (depuis 2019)
- Ben Redman – guitare, batterie (depuis 2020)
- AJ Vincent – claviers (depuis 2020)
- John Dowey – guitare (depuis 2022)

### Anciens membres
- Kevin Allen – guitare (1995–2010)
- Neil Busch – basse, chant (1995–2005)
- Danny Wood – basse (2005–2007)
- Doni Schroader – percussions (2005–2007)
- David Longoria – claviers (2005–2006)
- Jay Leo Phillips – basse (2007–2010)
- Clay Morris – claviers (2006–2010)
- Aaron Ford – percussions (2007–2010)
- Autry Fulbright II – basse, chant (2010–2019)
- Jamie Miller – batterie, guitare (2011–2020)

## Discographie

### Albums studio
- 1998 : …And You Will Know Us by the Trail of Dead
- 1999 : Madonna
- 2002 : Source Tags & Codes
- 2005 : Worlds Apart
- 2006 : So Divided
- 2009 : The Century of Self
- 2011 : Tao of the Dead
- 2012 : Lost Songs
- 2014 : IX
- 2020 : X: The Godless Void and Other Stories
- 2022 : XI: Bleed Here Now

### EP
- 2001 : Relative Ways
- 2003 : The Secret of Elena's Tomb